# Födelsedagen (2000)
Födelsedagen är en svensk-dansk-finländsk-norsk dramafilm från 2000 i regi av Richard Hobert. Den var den sjunde och sista filmen i Richard Hoberts filmserie om De sju dödssynderna. Filmen hade Sverigepremiär den 24 mars 2000.

## Handling
Det är i slutet av maj ute vid sommarstället Glädjekällan på Österlen. Mikael talar in en inbjudan till sina vänner i när och fjärran med anledning av sin infallande 50-årsdag. Catti pratar lite hemlighetsfullt i sin mobil samtidigt som hon skriver ut inbjudningskort till Mikaels fest. Mikael har planerat att under sin fest fria till Catti och har därför ett samtal med sin vän kyrkoherden. I Malmö följer Mikael sin far Ragnar till tandläkaren, och efteråt åker de ut för att titta på bygget av Öresundsbron. Under tiden ska Vendela inhandla en festklänning. Ragnar berättar sina misstankar för Mikael om att hans och Cattis förhållande är på väg att ta slut, men Mikael slår bort det hela som ett hjärnspöke.

## Rollista
- Camilla Lundén - Catti
- Göran Stangertz - Mikael
- Lena Endre - Ingrid
- Pernilla August - Tove
- Sven Lindberg - Ragnar
- Mona Malm - Vendela
- Sven-Bertil Taube - Ralf
- Börje Ahlstedt - Henning
- Rebecca Liljeberg - Sandra
- Jakob Eklund - Erik
- Shanti Roney - Peter
- Thomas Roos - kyrkoherden
- Mats Bergman - Mikaels barndomskamrat
- Helena Brodin - Ellen, Mikaels mor
- Anki Lidén - Sandras mor
- Solgärd Kjellgren - busschauffören

## Musik i filmen
- Nu, av Richard Hobert
- Fantasy, av Nina Hobert